# Reichsstraße (Mittelalter)
Reichsstraße ist die mittelalterliche Bezeichnung für eine bestimmte Art von Verkehrsverbindung. 

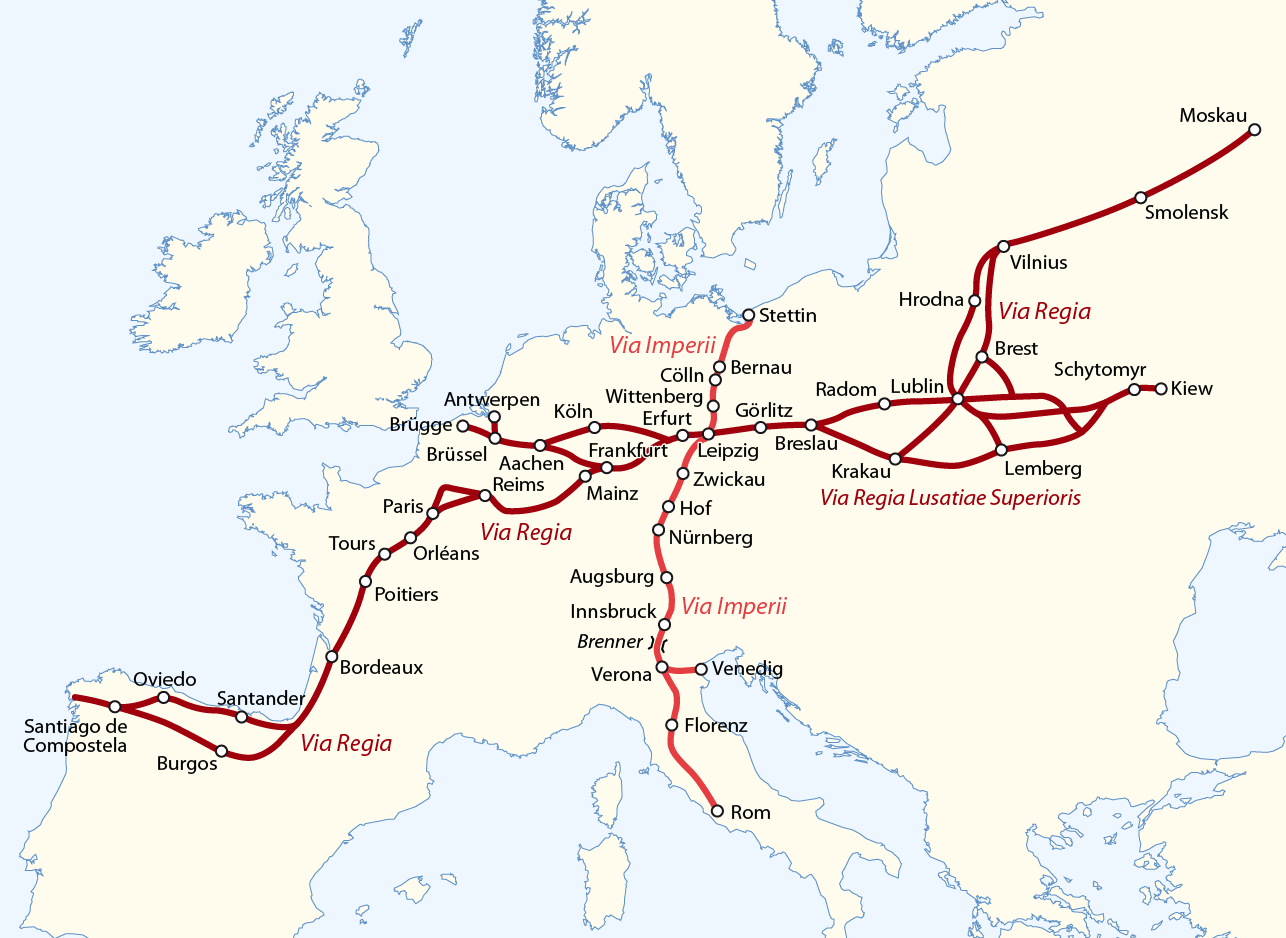
Die Streckenführung der Via Imperii und Via Regia

Die Reichsstraße stand unter Königsbann. Auf ihr galt das öffentliche Gebot des Landfriedens, was ab dem 10. Jahrhundert auch auf die Brücken und Fähren ausgedehnt wurde. Unter Heinrich I. wurde zum ersten Mal die Bezeichnung Reichsstraße strata imperialis, später die mittelhochdeutsche Übersetzung des riches strâze verwendet.
Nach der Gesetzgebung Karls des Großen, wie auch nach gallischem Volksrecht, gehörte die Instandhaltung der Straßen, die Fürsorge der Verkehrseinrichtung und für die Sicherheit zu den Aufgaben und Rechten des Königs, den Regalien. Als Gegenleistung erhielt der König dafür den Zoll. Er belehnte die Territorialherren, durch deren Hoheitsgebiet die Reichsstraßen führten, mit Ausübung des Geleits. Ein Geleitbrief, das tote Geleit, oder aber ein bewaffneter Schutz, das lebende Geleit, sorgte für die Sicherheit des Reisenden. Das Geleit wurde bei bestimmten Anlässen gegeben, unter denen der Zug zur Wahl und Krönung des Königs der vornehmste, der Zug zu Messe und Markt der häufigste war.
Wichtige Reichsstraßen waren die Via Imperii, die Via Regia, die Via Carolina, die Hellwege, die Burgunderstraße und die Via Francigena (auch Via Romea genannt).